# Bairdiella icistia
Bairdiella icistia és una espècie de peix de la família dels esciènids i de l'ordre dels perciformes.

## Morfologia
- Els mascles poden assolir 30 cm de longitud total.[5][6]

## Alimentació
Menja peixos, gambetes i d'altres crustacis.

## Hàbitat
És un peix de clima tropical i demersal.

## Distribució geogràfica
Es troba a l'oceà Pacífic oriental central: des del Golf de Califòrnia fins a Guatemala. Ha estat introduït amb èxit a Salton Sea (sud de Califòrnia, els Estats Units).

## Observacions
És inofensiu per als humans.